# Turma do Chico Bento
A Turma do Chico Bento (por vezes chamada apenas de Chico Bento) é uma série de histórias em quadrinhos criada por Mauricio de Sousa, separadamente com a Turma da Mônica. Começou primeiramente em 1961, como uma tirinha de jornal na época, chamada "Zezinho e Hiroshi", tendo Zé da Roça e Hiro como personagens principais, mas em 1963, teve a estreia do personagem Chico Bento que, em pouco tempo, também se tornou o personagem principal.
As histórias se passam na fictícia Vila Abobrinha, uma típica cidade caipira, do interior paulista, onde vive o personagem título Chico Bento e seus amigos. Desde sua criação, ele se tornou muito popular, sendo a segunda série mais popular criada por Mauricio de Sousa depois da Turma da Mônica. Além disso, foi o primeiro, fora os da Turma da Mônica e inspirados em jogadores de futebol, a ganhar uma revista própria bem como sua própria linha de produtos.
Em 2013, foi lançada uma adaptação em mangá do personagem chamada Chico Bento Moço (CBM), assim como a Turma da Mônica Jovem (TMJ) mostrando uma versão adolescente do personagem.

## Personagens
Entre parênteses o ano de criação dos personagens.

### Principais
- Chico Bento (1963) — Menino tipicamente roceiro ou caipira, que anda sempre descalço, com roupas simples e chapéu de palha. Fala em um dialeto caipira, representado por erros ortográficos nos quadrinhos e falas com sotaque nas animações. É acomodado, eventualmente preguiçoso e um tanto mentiroso, mas principalmente aventureiro. Acorda antes do nascer do sol para ajudar o pai na roça, e apesar de sempre ir para a escola não gosta muito de estudar. Vive tentando roubar goiabas do rabugento Nhô Lau, brinca com os demais da turma e ainda namora a Rosinha. É um dos personagens mais populares e queridos de Maurício de Sousa, já que apesar de seus defeitos e travessuras, Chico é um menino bondoso, generoso, ama a natureza e os animais, sejam eles selvagens ou do sítio. Foi inspirado em um tio de Mauricio do interior.

- Rosinha (1964) — É a namorada do Chico Bento, que sempre veste um tipo de vestido vermelho de quermesse, um par de maria-chiquinhas e não costuma andar descalça, sendo uma menina limpa e arrumada. Adora ir às quermesses com Chico, mas odeia seus constantes atrasos. Assim como Chico, ela também costuma falar errado como um caipira. Como revelado em Chico Bento Moço, ela é um ano mais nova que os demais personagens, embora quase sempre esteja estudando com eles na mesma sala e em outras, simplesmente não seja vista por lá, provavelmente sendo apenas alguns meses mais nova que o Chico. Os seus pais quase nunca foram vistos, embora Chico, uma vez, tenha descrito seu pai como um sujeito ciumento que não aprova seu namoro com sua filha. Suas melhores amigas são a Ritinha e a Maria Cafufa, e seu nome completo é Rosa Maria da Silva Rodrigues.[2]

- Zé Lelé (1974) — É um primo/melhor amigo do Chico Bento, embora não exista qualquer semelhança entre eles. Foi inspirado no irmão gêmeo do tio-avô de Maurício que inspirou o próprio Chico Bento.[3] É um componente importante para o humor das histórias por ser um personagem simplório e ingênuo, com tendência a cometer gafes e irritar os outros com sua pouca inteligência. A não ser em raríssimas ocasiões, sempre usa uma camiseta rosa com uma calça de suspensório listrada de branco e azul. Teve seu nome revelado como José Leocádio, mais recentemente, José Eleutério. Em uma história[qual?] dele como o Primo Zeca, fica-se sabendo que Zeca tem um peixe com o nome de José Leocádio.

- Zé da Roça (1961) — Embora também um típico caipira, fala um português mais padronizado, como os povos das grandes cidades como São Paulo. Amigo de todos na roça, ele é mais sério e compenetrado que seus amigos. Costuma dar conselhos de bom senso popular, e era o principal personagem nas primeiras histórias. Seu nome verdadeiro é José Augusto Oliveira.[2]

- Hiro (1961) — Seu verdadeiro nome é Hiroshi Yoshida Takahashi.[2] Hiro é um nissei e com isso, junto de sua família são bem tradicionais em relação aos costumes e à cultura japonesa. Assim como Zé da Roça, ele também fala em bom português e é menos brincalhão que os demais.

### Secundários
- Primo Zeca — Primo de Chico Bento que mora na capital. Frequentemente, um vai passar as férias na casa do outro e se deparam com situações totalmente diferentes de sua realidade. Em outras histórias, já foi chamado de Rosalvo (quando o Chico aperta o botão errado e toca todos os interfones do prédio do primo) e de Toninho (numa das histórias em que o primo vai visitar o Chico no sítio). Seu nome completo é José Carlos Henrique Bento Júnior.

- Nhô Bento (José Antônio Bento) — Pai do Chico Bento, trabalha duramente na roça para sustentar sua família e quer muito que Chico estude para que tenha uma vida melhor.

- Dona Cotinha — Mãe do Chico Bento, ela é boa e carinhosa, e dona de casa do interior. Tem que cuidar da casa, do Chico e de todo o serviço da fazenda.

- Vó Dita (Benedita Bento) — É a avó de Chico Bento. Sempre com conselhos e com carinho para dar ao seu netinho e a todas as crianças da roça, é uma fabulosa contadora de histórias, principalmente sobre o folclore brasileiro, tal como a pessoa que a inspirou: a avó do Maurício de Sousa.[4][3]

- Nhô Lau — Fazendeiro rabugento, mas muito boa-praça. O maior foco de sua raiva é quando o Chico Bento e seus amigos tentam roubar goiabas maduras de sua goiabeira, que ele faz questão de defender com seu bacamarte que dispara pedras de sal grosso. Ele só quer mesmo que suas goiabas amadureçam o bastante para ele poder vender em épocas de colheita farta. Numa história da época da Globo, Nhô Lau confessa que gosta que a criançada roube suas goiabas para ele ir atrás dele, como um jogo. Seu nome verdadeiro é Leonardo Augusto.[2]

- Dona Marocas — A professora da roça. É bem exigente com seus alunos (especialmente Chico Bento, que costuma esquecer de fazer ou levar para a escola as lições de casa), mas apenas quer o bem de todos eles.

- Genesinho — Filho do Coronel Agripino ou Coronel, ele tem cabelos loiros, fazendo assim com que Fabinho Boa-Pinta, da Turma da Mônica, sósia deste chegue a existir. Sua condição financeira é bem maior que a dos outros personagens da roça, possuindo bens como patinetes e veículos a motor, o que faz ele achar que lhe dá o direito de humilhar a todos, principalmente o seu rival Chico Bento. Apesar de ser arrogante e odiar os pobres, ele nutre uma paixão pela Rosinha, e vive tentando impressioná-la com objetos caros que lhe pertencem e que ele traz do exterior. Chico detesta-o, principalmente ao ver a Rosinha saindo com Genesinho, mas ela sempre acaba voltando para ele. Apesar disso Chico e Genesinho acabam se dando bem quando ele precisa da ajuda dele.

- Maria Cafufa — A menina "feia" que namora o Zé Lelé, mas que já foi apaixonada por Chico, porque estava sempre tentando roubar um beijinho dele quando tinha chance, por exemplo, em uma de suas historinhas, a Rosinha estava na barraca de beijinhos da quermesse e Chico comprou todos os beijinhos, porque não queria ninguém beijando a Rosinha, quando ela foi substituída de última hora pela Maria Cafufa.

- Maria Lalau — Versão feminina do Zé Lelé. Contracena com este, porém tem aparições raras.

- Padre Lino — O padre da Vila Abobrinha. Quando Chico participa de eventos da igreja tende a incomodá-lo.

- Mariana — Em duas histórias, "Uma estrelinha chamada Mariana" e "O presente de uma estrelinha", é dito que Chico ganhou uma irmãzinha caçula que morreu ainda bebê, se tornando uma estrela que paira sobre a casa da família. Na segunda história Chico vê Mariana em seu aniversário, e na conversa há a implicação que no futuro Mariana retornará como filha de Chico.

- Anjo Gabriel (2009) — Personagem recente, é o anjo do Chico. Ele adora tecnologia e é muito diferente de Chico, mas os dois se dão bem.

- Tiãozinho Arriégua — O encrenqueiro da vila. Sempre arrumando problemas, gosta de esperar os meninos na esquina para dar uma surra depois da aula. É o típico brutamontes burro, mas que se rende vez por outra a amizade do Chico.

- Nhô Nito — Outro contador de “causos”, mas este age na prática, muitas vezes, levando a criançada nas suas aventuras como 'Pegador de Sacis'.

- Coronel Agripino — Dono de terras e de cabeças de gado, magnata e empresário que é o pai de Genesinho. Muitas vezes, vive viajando no exterior para negócios. Já foi chamado de Belarmino, Abelardo e Genésio.

- Seu Rodrigues — Pai da Rosinha, não gosta que a filha namore Chico.

- Dona Rosália — Mãe da Rosinha, defende a filha e é uma boa mãe.

- Seu Leocádio — Pai do Zé Lelé, às vezes se comporta de maneira tão doida quanto o filho.

- Dona Lalá — Mãe do Zé Lelé, um pouco lelé como o filho.

- Pais do Hiro — Autênticos imigrantes japoneses. Mantém as tradições e usam algumas expressões idiomáticas. Moram em uma casa estilo japonês.

- Pais do Primo Zeca — Moram em um apartamento em SP e são adeptos da praticidade e da modernidade.

### Outros
- Dona Birosca — A fofoqueira da vila, adora ficar na cerca fuçando a vida de todo mundo. Por enquanto, está “sumida” das histórias da Turma do Chico Bento. Seu comportamento é semelhante ao da Carmen da Esquina, mas só que mais resmungona e menos rabugenta.

- Maga Oneida — É uma bruxa boazinha que realiza os pedidos de Chico Bento, quando ele quer se livrar de algum problema. Ela tem três dragões de estimações: o dragão amarelo Yorgle, o dragão verde Grundle e o dragão vermelho Rhidle. Teve sua primeira aparição em Chico Bento Número: 23, na história "O Preguiçoso", publicado pela editora Panini.

- Ritinha — Amiga de Rosinha e filha de imigrantes alemães, anda meio sumida das histórias, porém apareceu num gibi da Magali nº24, que tem por título "Um Felino Natal a Todos", publicado pela Panini. É a dona de Tita, irmã do Mingau.

- Saci - Personagens do folclore brasileiro são recorrentes, e o maior é o Saci-Pererê, geralmente de antagonistas.

### Animais
- Torresmo (1977) — Também chamado de Torresminho, porco de estimação do Chico Bento, parecido com o Chovinista do Cascão. É claro que o Chico adora todas as criações de seu sítio e nunca vai deixar seu Torresmo virar comida, nem a sua galinha Giselda (Giserda), a vaca Malhada (Maiada), o bode Barnabé, o burro Teobaldo e tantos outros. Torresmo é muito levado e adora brincar na lama, como todos os outros porquinhos. O sonho do Chico é um dia ver Torresmo ganhar um prêmio numa feira, ou exposição de animais.

- Giselda (1975) — A galinha de estimação do Chico Bento, que tenta impedí-la de virar canja ou almoço de raposas. Em troca, bota ovos saudáveis. Chico não come os ovos, porque prefere que nasçam, cada vez mais, lindos pintinhos no galinheiro.

- Fido — O cão sabujo do Chico. Já foi caçador e em certa história, morreu. Voltou a aparecer como um cachorro dorminhoco.

- Malhada — Vaca do Chico. Companheira de toda manhã, quando Chico aparece para tirar o seu leite.

- Teobaldo — Burro do Chico. Age como tal, sempre desobediente e empacando quando bem tem vontade. É chamado pelo Chico de "Teobardo".

- Alazão — Cavalo do Chico. Usado quando tem que ir a lugares longes, como a Vila Pururuca, ou escalar a 'Repimpada da Mula Manca'.

- Gerinardo — Touro do Chico. Brabo e estourado, mas que até concurso já ganhou.

- Barnabé — Embora já tenha sido chamado de 'Osório', seu nome foi mudado para Barnabé por causa do "béééé".... Adora comer tudo que vê pela frente.

- Altaliba — Galo que acorda o Chico todo dia de manhã. Também já apareceu morrendo em certa história.

- Bigodes — O gato meio doméstico, meio selvagem que vive no sítio. Bravo, não há quem o segure no colo.

## Outras mídias

### Cinema
- Chico Bento e a Goiabeira Maraviósa (2025)[5]

### Animação
- Chico Bento, Oia a Onça! (1990)[6]

### Jogos eletrônicos
- Quadrinhos Turma do Chico Bento (1996)
- Um Dia na Roça (1997)
- Turma do Chico Bento - Print Studio (1998)
- Turma do Chico Bento - O Jogo (2012)

### Literatura de cordel
- A peleja do violeiro Chico Bento com o rabequeiro Zé Lelé (2012, Melhoramentos), com versos do cordelista Fábio Sombra, o livro traz um CD narrado pelo cantor Almir Sater e os interpretes de Chico Bento e Zé Lele nos desenho animados.[7][8]